# HD 168905
HD 168905，又名CD-4412569，SAO 228982、HR 6875，是一颗恒星，视星等为5.25，位于銀經350.22，銀緯-14，其B1900.0坐标为赤經18h 17m 1.7s，赤緯-44° -14′ 35″。